# Johan Henrik Lemke (1778–1851)
Johan Henrik Lemke, född den 20 februari 1778 i Kristina socken i Finland, död den 10 december 1851 i Örebro, var en svensk militär. Han var far till Johan Henrik Lemke.
Lemke deltog i slaget vid Lappo under finska kriget 1808 och i fälttågen i Tyskland och Norge 1813–1814. Han blev överste i armén 1840 och postinspektor i Örebro 1842. I Krigsarkivet finns topografiska beskrivningar av honom för en rad svenska län samt för Pommern och Mecklenburg.